# Carte locale
Pour les articles homonymes, voir Carte.
En mathématiques, plus précisément en topologie et en géométrie différentielle, une carte locale d'une variété topologique ou d'une variété différentielle est une paramétrisation d'un ouvert de cette variété par un ouvert d'un espace de Banach. Un atlas est une famille de cartes locales compatibles qui recouvrent la variété.

## Définition
Soit E un espace de Banach.
Une carte locale d’un espace topologique X sur E est la donnée d'un couple (U,φ) où :
- U est un ouvert de X.
- φ est une application de U dans E telle que φ: U → φ(U) soit un homéomorphisme.

L’application réciproque φ⁻¹: φ(U) → U est alors appelée paramétrisation de U, et les coordonnées locales des points de U sont leurs images par φ.

## Compatibilité
Un atlas (topologique) sur X est simplement une famille de cartes locales dont les ouverts recouvrent X. Pour toutes cartes {\displaystyle (U_{1},\varphi _{1})} et {\displaystyle (U_{2},\varphi _{2})} de l'atlas, l'application dite de changement de cartes
est alors un homéomorphisme.
Pour qu'un atlas définisse sur X une structure de variété différentielle, on demande de plus que ses cartes soient compatibles, c'est-à-dire que tous ses changements de cartes soient des difféomorphismes.
Il existe de multiples variantes de cette notion de compatibilité, selon la rigidité du type de structure considéré (variété de classe Ck, variété lisse, etc.).

## Exemple
Appliquons une projection stéréographique à la sphère S2 privée d'un point noté N (N comme « Nord »). On supposera que ses coordonnées cartésiennes (dans un repère orthonormé convenablement choisi) sont (0, 0, 1).
- {\displaystyle \varphi :S^{2}\setminus \{N\}\rightarrow \mathbb {R} ^{2},\quad (x,y,z)\longmapsto \left({\frac {x}{1-z}},{\frac {y}{1-z}}\right)} est une carte locale de S2.
- L'application réciproque :{\displaystyle \varphi ^{-1}:\mathbb {R} ^{2}\rightarrow S^{2}\setminus \{N\},\quad (X,Y)\longmapsto \left({\frac {2X}{1+X^{2}+Y^{2}}},{\frac {2Y}{1+X^{2}+Y^{2}}},{\frac {-1+X^{2}+Y^{2}}{1+X^{2}+Y^{2}}}\right)}est donc le paramétrage de S2\{N} « déduit » de {\displaystyle \varphi }.
- On définit de même une carte locale{\displaystyle \psi :S^{2}\setminus \{S\}\rightarrow \mathbb {R} ^{2},\quad (x,y,z)\longmapsto \left({\frac {x}{1+z}},{\frac {-y}{1+z}}\right)}avec S le point diamétralement opposé à N qui a donc comme coordonnées cartésiennes, dans le même repère, (0, 0, –1).
- Le paramétrage de S2\{S} « déduit » de {\displaystyle \psi } est l'application :{\displaystyle \psi ^{-1}:\mathbb {R} ^{2}\rightarrow S^{2}\setminus \{S\},\quad (X,Y)\longmapsto \left({\frac {2X}{1+X^{2}+Y^{2}}},{\frac {-2Y}{1+X^{2}+Y^{2}}},{\frac {1-X^{2}-Y^{2}}{1+X^{2}+Y^{2}}}\right).}
- L'application correspondante de changement de cartes est :{\displaystyle \psi \circ \varphi ^{-1}:\mathbb {R} ^{2}\setminus \{(0,0)\}\rightarrow \mathbb {R} ^{2}\setminus \{(0,0)\},\quad (X,Y)\longmapsto \left({\frac {X}{X^{2}+Y^{2}}},{\frac {-Y}{X^{2}+Y^{2}}}\right).}C'est un difféomorphisme analytique, donc l'atlas de ces deux cartes munit la sphère d'une structure de variété analytique (c'est même une surface de Riemann).